# 홍산객사
홍산객사(鴻山客舍)는 대한민국 충청남도 부여군에 있는, 조선시대의 건축물이다. 1982년 8월 3일 충청남도의 유형문화재 제97호로 지정되었다.

## 개요
조선 헌종 2년(1836) 홍산군에 세운 객사 건물이다. 객사는 국왕의 전패를 모시고 초하루와 보름에 망궐례를 올리는 한편 왕명을 받들고 내려오는 중앙관리를 접대하고 유숙시키던 곳이다.
중앙에 정당이 있고 양쪽에 익실이 있다. 정당은 앞면 3칸·옆면 3칸의 규모이며, 지붕 옆면이 사람 인(人)자 모양인 맞배지붕집이다. 앞면은 문짝없이 트였고 옆면과 뒷면은 벽을 둘러 막았다. 내부는 통칸으로 트인 넓은 대청마루이다.
앞면 5칸·옆면 2칸의 동익실은 앞면은 개방하여 툇마루를 놓았고 오른쪽 3칸은 대청·왼쪽 2칸은 온돌방을 들였다. 서익실은 앞면 3칸·옆면 2칸의 규모이며 동익실과 같은 구조이다. 그러나 온돌방 대신 마루방을 들였고, 대청은 앞면 뿐 아니라 옆·뒷면까지 모두 개방하였다. 익실은 지붕 옆면이 여덟 팔(八)자 모양인 화려한 팔작지붕집이며, 정당보다 한층 낮게 되어있다. ‘비홍관(飛鴻館)’이라는 현판이 걸려 있으며, 「객사기(客舍記)」가 남아있다.
홍산 객사는 동·서익실의 규모가 달라 좌우의 균형을 이루지 않았으며 객사 건물로는 규모가 비교적 큰 건물이다.

## 같이 보기
- 홍산객사 은행나무 - 부여군 향토유적 제83호
- 홍산현 관아

## 현지 안내문
객사는 조선시대 관청의 손님이나 사신이 유숙하던 건물인데 궐패를 안치하고 대궐을 향해 제를 지내던 곳이고 하였다. 불탄지 9년만인 1838년(조선 현종 4년) 당시 군수 김용근이 재건한 것이다. 가운데에 정당을 두고 좌우에 익실을 붙여 두었다. 대개 객사의 양 익실은 크기를 같게 하는데 비해 홍산 객사는 서로 다르게 만들었다. 동쪽 익실은 대청마루이고, 서쪽 익실은 온돌방이다. 가운데 정당 집붕을 양 익실보다 조금 높여 맞배지붕으로 하였다. 기록에 의하면 이 객사는 목수 20여 명이 5개월 동안 연인원 4000명의 인부와 함께 건립하였다고 한다.

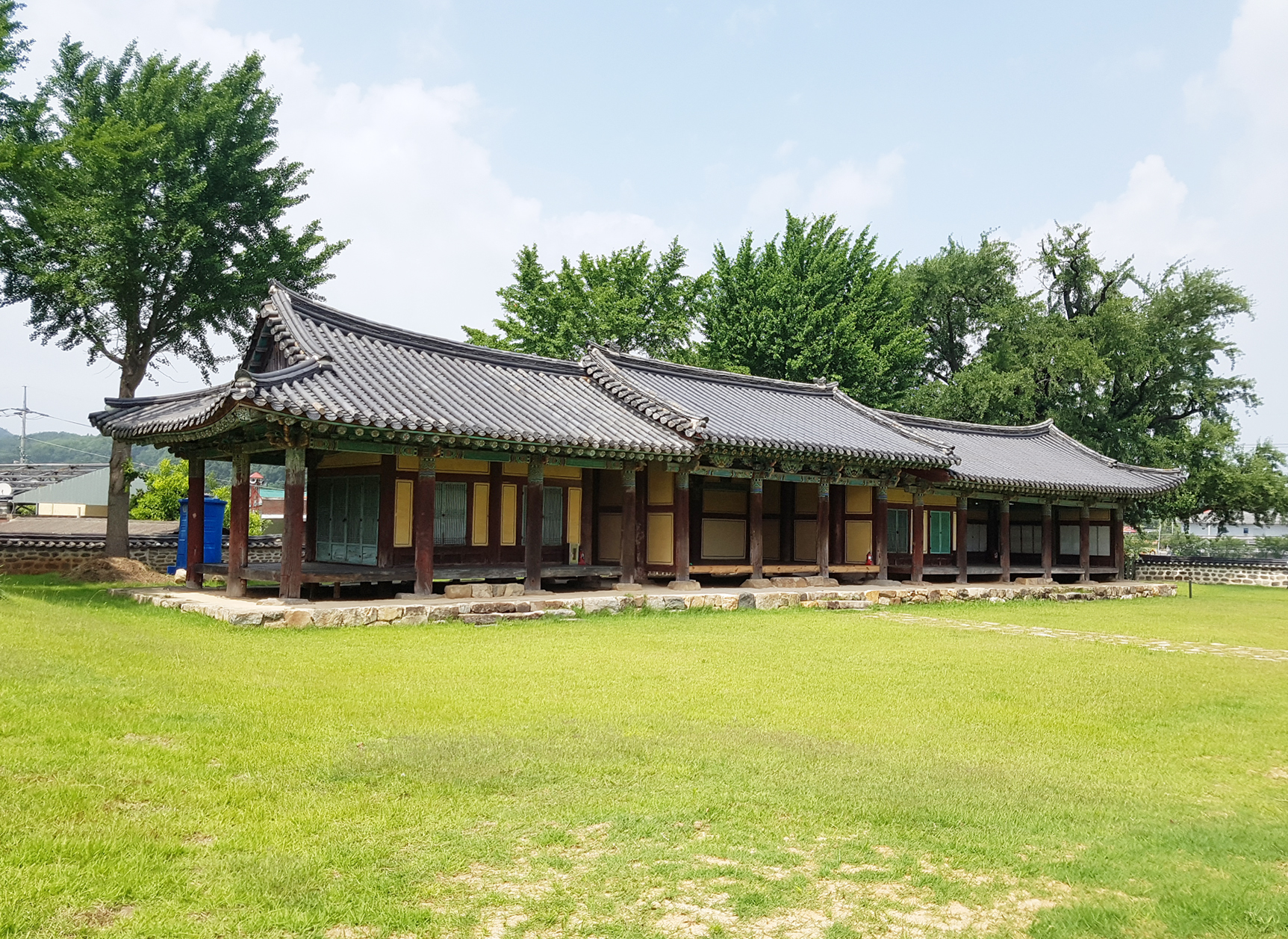
홍산객사

## 참고 자료
- 홍산객사 - 국가유산청 국가유산포털